# Диес де Медина, Федерико
Федерико Диес де Медина де лос Риос (исп. Federico Diez de Medina de los Ríos; 1839, Ла-Пас, Боливия — 13 июня 1904, там же) — боливийский государственный деятель, министр иностранных дел Боливии (1899—1902). Считается одним из первых научных авторов Боливии и Латинской Америки в области международного права.

## Биография
В 1864 г. окончил юридический факультет Университета Сан-Андрес и начал адвокатскую практику.
Также преподавал на юридическом факультете университета международное право. Избирался председателем муниципального совета города Ла-Пас, окружным прокурором и председателем суда. Являлся членом Консультативного совета по иностранным делам. Занимал должности вице-канцлера и канцлера Высшего университета Сан-Андрес в Ла-Пасе.
В состав Национального конгресса избирался дважды (1870—1878) и (1881—1899).
В 1897 г. был назначен префектом департамента Ла-Пас. В 1900 г. членом Сената от департамента Ла-Пас. Также был основателем газеты «Демократия», в которой в течение длительного времени публиковались материалы по проблемам боливийской политики.
В конце 1894 г. по указанию президента Мариано Касерты возглавил боливийскую дипломатическую делегацию в Перу и Бразилию. Вернувшись в Боливию, он столкнулся с острой фазой борьбы за власть между либералами и консерваторами. Принимал активное участие в созыве Учредительного собрания (1899), в период «Федеральной революции» в Боливии (1898—1899) являлся видным представителем Либеральной партии.
В 1899 г. ответил отказом на предложение президента от Консервативной партии Северо Алонсо занять пост министра иностранных дел ввиду серьезных идеологический разногласий двух партий. По завершении «федеральной войны», в 1900 г., президентом Хосе Мануэлем Пандо был назначен министром иностранных дел. В этот период произошел территориальный спор между Боливией и Перу вокруг каучуконосных районов Акри. Однако в итоге обе стороны решили обратиться в международный арбитраж. В сентябре 1902 г. страны подписали соглашение о демаркации границы.
После ухода в отставку в 1902 г. вернулся в состав боливийского сената и являлся его председателем. В течение 1904 года писал в газете «El Dario» статьи о ходе войны, переговорах и пограничных разграничениях в Акри.

## Научные труды
- «Публичное политическое право»
- «Понятие международного права Монтевидео»
- «Международное частное право»
- «Федеральный принцип»
- «Национальные меньшинства в Боливии».
- «Избирательная система»
- «Границы Боливии с Аргентиной»
- «Отчеты иностранного капитала»
- «Замечания к договорам, санкционированных южноамериканским Международным конгрессом».
- «Последний Uti possidetis 1810».
- «Современное международное право» (четыре издания в Европе)